# Templo de Segesta
El Templo de Segesta es un antiguo templo griego situado en la ciudad de Segesta, en Sicilia, en la Italia actual. Las investigaciones se refieren a él como el Templo de Segesta o, a veces, simplemente como el Templo de las Puertas, ya que se desconoce a qué deidad estaba dedicado. Las ruinas del templo se encuentran en el lado occidental del yacimiento arqueológico de Segesta, en la actual Calatafimi Segesta. Son los restos arqueológicos mejor conservados de toda Sicilia.

## Historia

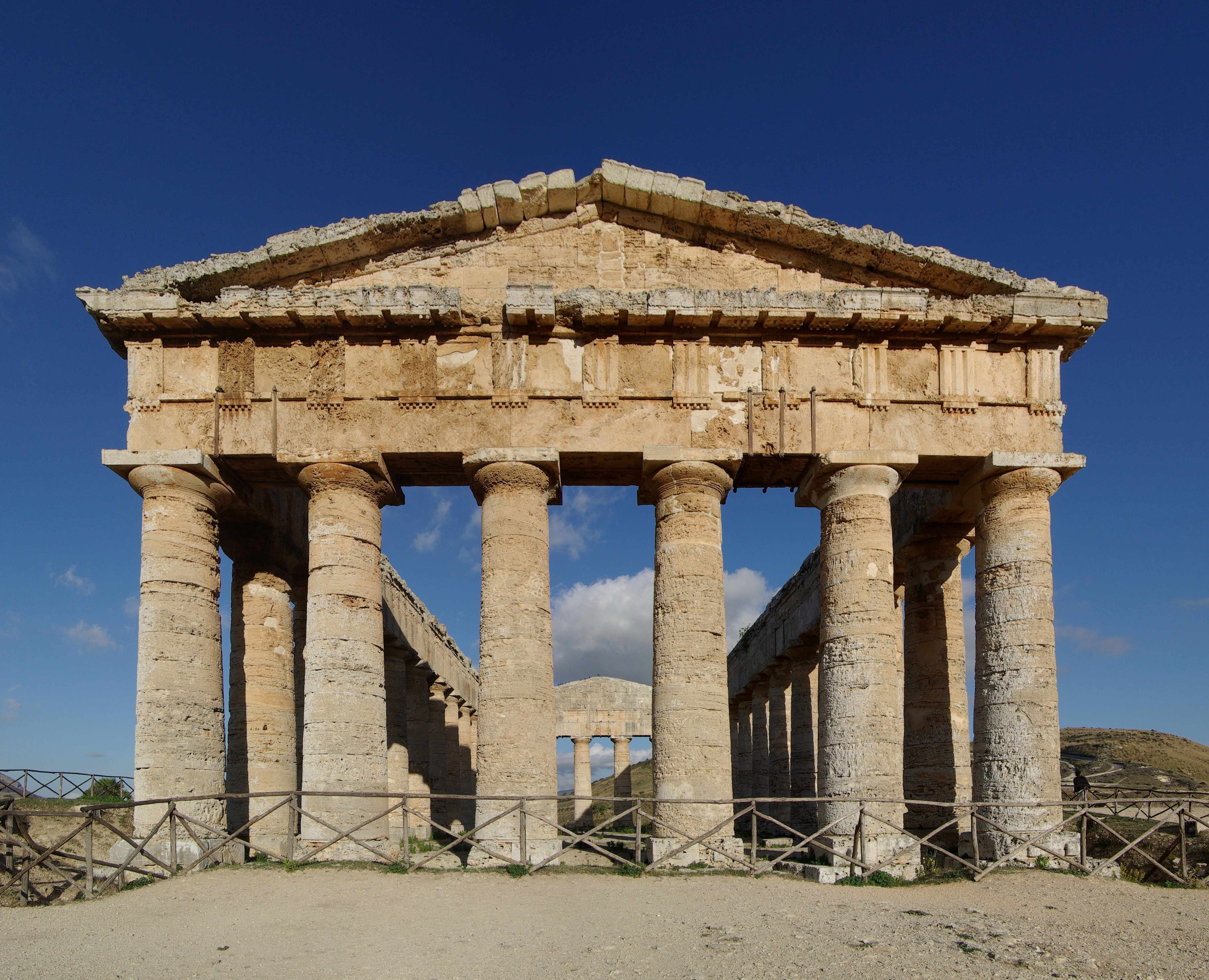
La parte más corta del templo de Segesta.

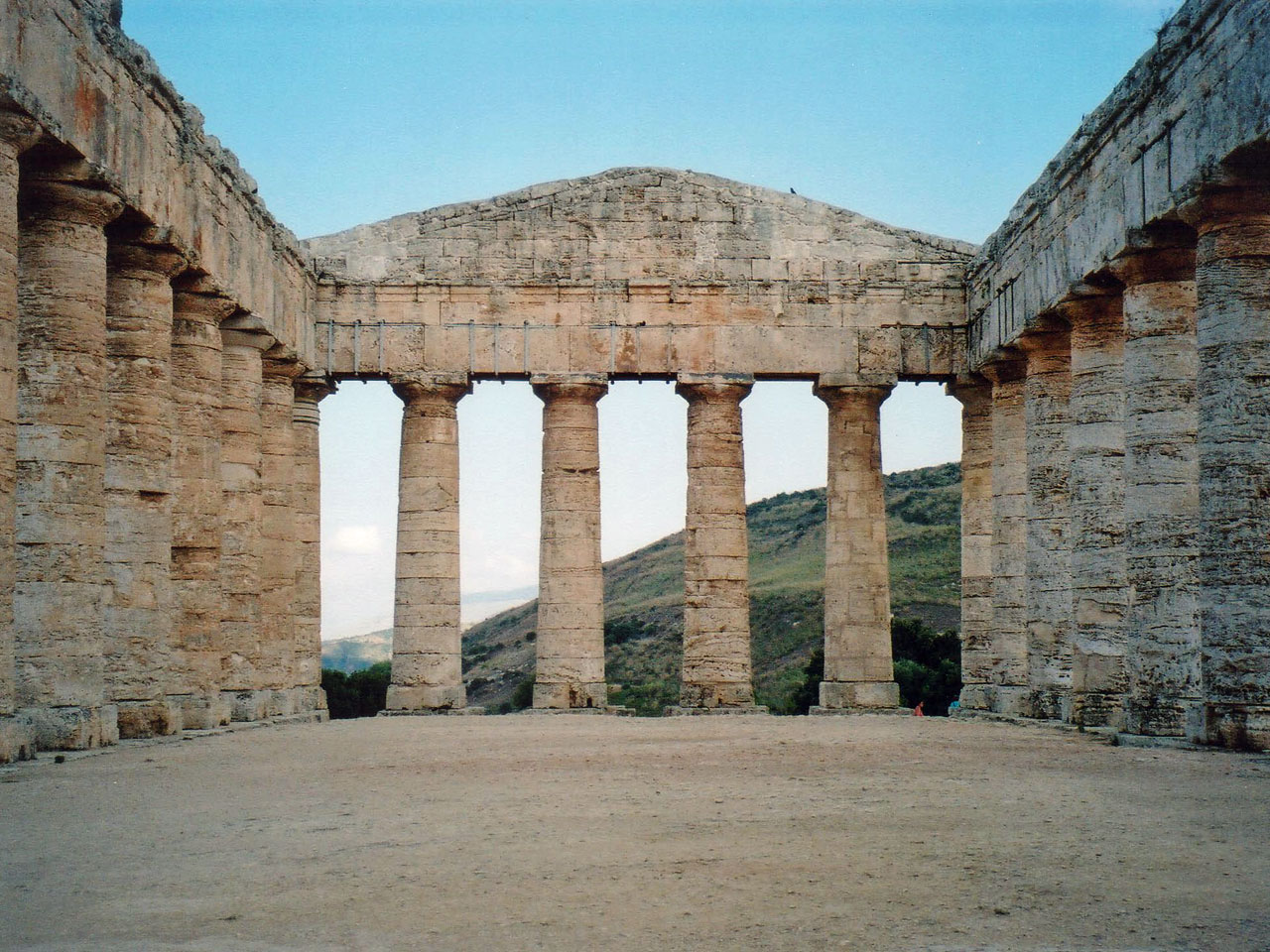
Interior del templo.

Los expertos estiman que la construcción del templo de Segesta comenzó en el período clásico, en torno al año 417 a. C. Sin embargo, ya existía un predecesor en el lugar en la época arcaica, sobre el  500 a. C. El diseño del templo deriva de los grandes templos dóricos de las ciudades griegas de la costa siciliana, por lo que representa la helenización de la no griega Segesta. En la época de su construcción, la ciudad era aliada de la Atenas. El templo sigue siendo el último gran templo dórico de toda Sicilia.
El templo suele considerarse como inacabado, presumiblemente debido a los cambios políticos en Segesta. Esto pudo deberse al hecho de que la ciudad cayera bajo el dominio de Cartago a finales del 400 a. C. Por otra parte, también se ha sugerido que el templo fue concebido originalmente como un mero peristilo sin techo para algún tipo de culto oriental al aire libre de la población no griega de la ciudad.

## Descripción
El templo está situado en una colina al oeste de la acrópolis de la ciudad, fuera de las murallas. Es un templo períptero de estilo dórico. El material de construcción es piedra caliza travertina de la actual zona de Alcamo. El estilóbato del templo mide aproximadamente 26 × 61 m y tiene cimientos en el crepidoma de tres niveles. El templo tiene seis columnas en los lados cortos y 14 columnas en los lados largos, lo que hace un total de 36 columnas. La altura de las columnas es de unos 9,33 metros. El friso del templo tiene triglifos y metopas sin decoración[.

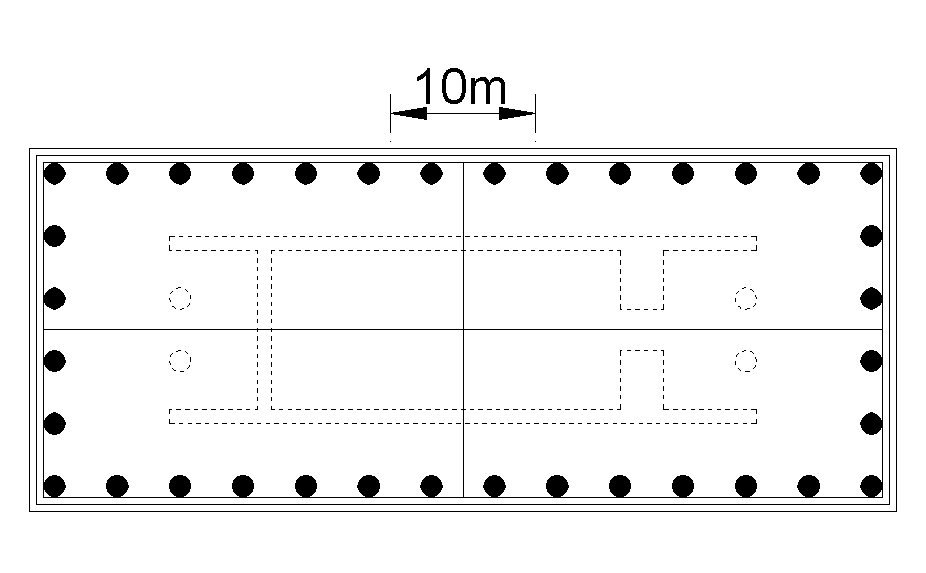
Planta del templo.

El supuesto carácter incompleto del templo queda patente por la ausencia de un naos central y por el hecho de que los pilares del templo no estaban estriados, es decir, no tenían acanaladuras. La ausencia de fustes estriadas hace que las columnas parezcan excepcionalmente pesadas. La perístasis (columnata circundante), así como los arquitrabes y los frontones, se han conservado intactos. En otras palabras, parece que se conserva la mayor parte de lo que aparentemente se construyó en el templo.